# Wegberg
Wegberg là đô thị thuộc huyện Heinsberg bang Nordrhein-Westfalen, nước Đức. Đô thị Wegberg có diện tích 84 km².
Wegberg nằm giữa Mönchengladbach ở đông bắc và Erkelenz ở đông nam.

## Kết nghĩa
- Echt-Susteren, Hà Lan
- Maaseik, Bỉ